# 王效禹
王效禹（1914年—1995年），曾用名赵尧卿，男，山东益都人，中华人民共和国政治人物。

## 生平
王效禹是山东省益都县西北乡段村人。早年参加抗日战争。1938年，任中共益都县委组织部部长。1940年，任中共临淄县委书记。1942年，任山东军区清河军区第三军分区副政委兼团政委。1943年，任中共博兴县委书记。1945年，改清河军分区十四团政委。1946年，任十五团政委。1948年，改任中共清河地委副书记、书记兼清河军分区政委。
中华人民共和国成立后，担任山东省人民检察院副检察长。1965年，任青岛市人民委员会副市长。文化大革命期间，担任山东省革命委员会主任兼山东省军区第一政委。1969年，担任中共中央军委委员，后撤职。